# Parque Nacional de Manú
O Parque Nacional do Manú abrange as regiões peruanas de Cusco e  Madre de Dios e tem uma extensão de 1.692.137 hectares.
É habitado por, pelo menos, quatro diferentes grupos indígenas: Machiguenga,  Mascho-Piro,  Jaminahua  e Amahuaca.  O mais conhecido e o maior deles, dentro do parque, é o  Machiguenga, que se distribui por toda a área, com exceção das áreas montanhosas e das partes altas do rio Manu. Pouco se sabe sobre o tamanho e a distribuição das populações  Amahuaca e Yaminahua, que são relativamente pequenas. Também vivem no parque cerca de 70.000 camponeses falantes de quéchua, agrupados em trinta comunidades rurais situadas na  zona  andina, adjacente ao Parque, na província de Paucartambo.
Trata-se de uma das regiões mais biodiversas do mundo.
O Parque Nacional do Manú está inscrito no Património Mundial da Unesco.

## Fauna
O parque possui uma grande diversidade de fauna; mais de 800 espécies de aves como a harpia, o jabiru, o galo das rochas e a Ptatalea ajaja; 200 espécies de mamíferos como o Ateles panisens, o lobo de rio, o jaguar, a onça, o Tremarctos omatus e a taruca; e mais de 100 espécies de morcegos. 

## Flora
Podem-se observar árvores com mais de 45 metros de altura e 3 metros de diâmetro. As espécies mais características são o Cecropia sp., a Ochocroma, o cedro, Cedrelinga catenaeformis,   Ceiba pentandro e   Ficus sp..